# Alexander McDonnell
Alexander McDonnell, někdy uváděno MacDonnell či Mac Donnell, (22. května 1798, Belfast- 14. září 1835, Londýn) byl irský šachový mistr, jeden z nejsilnějších šachistů své doby.

## Život
Alexander McDonnell byl žákem Williama Lewise a zvláště po vítězství nad Williamem Fraserem'1 v Londýně v roce 1831 v poměru 3:1 (=1) byl považován za nejsilnějšího hráče v Anglii. Je připomínám především v souvislosti se sérií šesti zápasů,hraných roku 1834 proti nejsilnějšímu francouzskému šachistovi své doby, La Bourdonnaisovi. V této sérii, ve které šlo v podstatě o neoficiální titul nejlepšího hráče Evropy (a prakticky i světa) McDonnell celkově prohrál, ale podobně jako jeho soupeř vytvořil během zápasu řadu teoretických novinek a zajímavých partií.
Zápas se odehrál roku 1834 v Londýně ve Westmisterském šachovém klubu (Westminster Chess Club) a trval přes čtyři měsíce Začal v červnu a skončil po odehrání osmdesáti pěti partií až v říjnu (jde o nejdelší zápas v šachové historii). Hrálo se denně kromě nedělí, každá partie začala přesně v poledne a pokud neskončila do šesti (zcela výjimečně do sedmi) hodin, byla přerušena a pokračovalo se v ní příští den. Pro jednotlivé partie nebyl určen žádný časový limit a McDonnell pravidelně nad některými tahy přemýšlel i přes hodinu. Proto La Bourdonnais mezi tahy odcházel do vedlejší místnosti, kde hrál se zájemci rychlé šachové partie o finanční sázky a vydělal si tak peníze navíc.
Zápas mezi Labourdonnaisem a McDonnellem byl také první šachovou událostí v historii, kterou mohla veřejnost sledovat prostřednictvím tisku. Po skončení série byla pak dokonce vydána i kniha, obsahující vybrané partie zápasu, které obětavě zapsal letitý sekretář Westmisterského klubu William Greenwood Walker (zemřel roku 1834 bezprostředně po ukončení zápasu).
Celkového skóre 45:27 (=13) ve prospěch La Bourdonnaise bylo dosaženo v šesti kratších, bezprostředně po sobě následujících zápasech o nestejném počtu partií, nichž La Bourdonnais vyhrál první 16:5 (=4), třetí 6:5 (=1), čtvrtý 8:3 (=7) a pátý 7:4 (=1) a McDonell druhý 5:4 a šestý rovněž 5:4. V partiích druhého zápasu, který La Bourdonnais prohrál, hrál McDonnell tzv. Evansův gambit, který jeho soupeř vůbec neznal. Výsledek šestého zápasu vyzněl sice také v McDonnellův prospěch, ale ve skutečnosti musela být celá série přerušena, protože obchodní záležitosti vyžadovali La Bourdonnaisovu přítomnost v Paříži. La Bourdonnais chtěl v zápase pokračovat v roce 1835, ale McDonnell, který se prý maratónem partií velmi vyčerpal a oslabil, těžce onemocněl a zemřel.

## Vybrané partie
- Louis-Charles Mahé de La Bourdonnais vs Alexander McDonnell, 04, London 1834, Queen's Gambit Accepted: Central Variation. McDonnell Defense (D20), 0-1 Podle Reubena Finea první nesmrtelná partie šachové historie. Čistě poziční oběť dámy za dvě lehké figury.
- Louis-Charles Mahé de La Bourdonnais vs Alexander McDonnell, London 1834, Bishop's Opening: Lopez Variation (C23), 0-1 Zajímavá partie s chybami na obou stranách, končící matem dvěma jezdci.